# Ващенко Василь Федотович
Василь Федотович Ващенко  (1850, у селі Вороньки, нині Чорнухинського району, Полтавської області – 1918) — фахівець у галузі бджільництва.

## Життєпис
Василь Федотович у 12-річному віці, після смерті батьків, залишився годувальником двох неповнолітніх братів. Юнак завів пасіку, яка налічувала 17 дуплянок, а потім значно збільшилася. Згодом бджільництво із засобу виживання перетворилося на улюблену справу життя.
Ващенко брав активну участь у діяльності Південноросійського товариства бджільництва (був членом правління) та, зокрема, Боярської школи бджільництва, заснованої при даному товаристві. Організатором і головою школи був Олексій Андріяшев, після його смерті Ващенка було обрано головою товариства та опікуном школи, а пізніше і головою шкільного комітету. У 1914 на власні кошти збудував для школи двоповерховий навчальний корпус і механічну майстерню, де учні виготовляли вулики, вощину та пасічницьке приладдя. Ващенко опікувався школою до смерті. Організував низку пасічницьких виставок у Києві (1907; 1911–12), на проведення яких часто не шкодував власних заощаджень, брав участь у Всеросійських з’їздах пасічників (1911, 1913) як один із доповідачів та експонентів.

## Визначні відкриття
Ващенко запровадив низку нових методів пасічникування, які полягали в тому, щоб не допустити роїння бджіл та ройового настрою під час головного взятку і безперервно нарощувати їх силу, достатню для використання двох пожитків: середнього літнього й пізнього.
Принципи протиройових методів Ващенка застосовують у виробничій практиці бджільництва і донині.
Перший метод. За місяць до головного взятку у сім'ї з 8-9 рамками розплоду відбирають 2-3 рамки з відкритим розплодом, але без маточників, та переставляють їх до запасного льтка того ж вулика, додають 2 рамки з медом та 2-3 рамки порожніх стільників та відгороджують глухою заставною дошкою. В нове відділення струшуються усі бджоли із маткою, у основну сім'ю додають один маточник. Всі льотні бджоли після вильоту повернуться до основного гнізда, а у відводку залишаться молоді нельотні, матка ж з молодими бджолами повертається до нормального відкладання яєць. Через 3-4 дні основне гніздо оглядається вдруге, знищують всі, крім одного, закладені маточники, і забирають 2-3 рамки закритого бджолиного розплоду та без бджіл переносять до відводку. Поки не виведеться і не заплідниться матка бджоли продовжують збирати мед. Перед головним взятком бджіл об'єднують, а стару матку вилучають.
Другий метод відрізняється від попереднього тим, що льотним бджолам не доводиться повертатися до вигодовування розплоду, відсутня перерва у червлінні, а сім'я постійно готова до збирання взятку. Сім'я, в якої з'явилися ройові маточники, розділяється на дві частини, і розселяється через глуху перегородку в одному вулику. До запасного льотку переносяться всі рамки, крім однієї з розплодом та найкращим маточником, і 2-х рамок з медом. Відводок доповнюють 5-6 рамками з сушником (порожніми стільниками). Таким чином у відводку залишаються всі льотні бджоли, практично відсутній розплід і бджоли продовжують збирати нектар, поки виведеться матка. Перед настанням головного взятку, як і в попередньому методі сім'ю об'єднують, а стару матку вилучають.
Василь Федотович Ващенко сконструював вулик (названий його іменем), який має декілька варіантів конструкції. А також низку переваг над іншими вуликами: зімкнені верхні планки рамок, які утворюють щільну теплонепроникну стелю; від'ємне дно, що дозволяє легко чистити вулик; може бути і стояком, і лежаком; конструкція дозволяє легко і швидко проводити штучне відроювання сімей; добре пристосований до кочівель.